# Убальдо II (юдик Галлури)
Убальдо II (італ. Ubaldo II; 1207 — 1238) — юдик (володар) Галлурського юдикату у 1225—1238 роках, регент Кальярського юдикату в 1230—1232 роках, юдик-консорт Торреського юдикату в 1236—1238 роках.

## Життєпис
Походив з династії Пізанських Вісконті. Син Ламберто Вісконті, юдика Галлурики, та Олени Галлурської. У 1218 році заручений зі спадкоємицею Торреського юдикату — Аделазією. Шлюб відбувся 1219 року. Проте папа римський Гонорій III не визнав цього шлюбу.
У 1225 році після смерті батька став новим юдиком Галлури. 1230 року після смерті стрийка Убальдо Вісконті, що був фактичним правителем Кальярського юдикату, Убальдо II вдерся до цієї держави, де став регентом при Вільгельмі Салусіо V. Проте 1232 року поступився регентством своїй вуйні Агнесі де Масса.
1236 року після смерті шварґа Баризона III разом з дружиною став володарем Торреського юдикату, але папа римський Григорій IX визнав юдикинею лише Аделазію. У 1237 року захворів, тому склав заповіт, відповідно до якого Галлури мав успадкувати його небіж Джованні Вісконті.
Помер 1238 року в м. Сілке. Похований в базиліці Ностра-Сіньйора в м.Луогосанто.